# Кубянское сельское поселение
Кубянское се́льское поселе́ние — муниципальное образование в Атнинском районе Татарстана Российской Федерации.
Административный центр — село Кубян.

## История
Статус и границы сельского поселения установлены Законом Республики Татарстан от 31 января 2005 года № 15-ЗРТ «Об установлении границ территорий и статусе муниципального образования "Атнинский муниципальный район" и муниципальных образований в его составе».

## Население
| 2010  | 2011  | 2012  | 2013  | 2014  | 2015  | 2016  |
| ----- | ----- | ----- | ----- | ----- | ----- | ----- |
| 1408  | ↘1405 | ↘1400 | ↗1402 | ↘1376 | ↘1375 | ↘1356 |
| 2017  | 2018  |       |       |       |       |       |
| ↘1337 | ↘1334 |       |       |       |       |       |

## Состав сельского поселения
| № | Населённый пункт | Тип населённого пункта       | Население |
| - | ---------------- | ---------------------------- | --------- |
| 1 | Айшияз           | деревня                      |           |
| 2 | Дусюм            | деревня                      |           |
| 3 | Зильгильде       | деревня                      |           |
| 4 | Каенсар          | село                         |           |
| 5 | Кубян            | село, административный центр |           |
| 6 | Нуртяк           | деревня                      |           |